# Meztli
Meztli ist ein Exoplanet, der den gelben Riesen Tonatiuh alle 199,5 Tage umkreist. Auf Grund seiner hohen Masse wird angenommen, dass es sich um einen Gasplaneten handelt.

## Entdeckung
Der Planet wurde mit Hilfe der Radialgeschwindigkeitsmethode von Bunei Sato et al. im Jahr 2003 entdeckt.

## Umlauf und Masse
Der Planet umkreist seinen Stern in einer Entfernung von ca. 0,95 Astronomischen Einheiten und hat eine Masse von ca. 2639 Erdmassen bzw. 8,3 Jupitermassen.

## Namensherkunft
Meztli ist benannt nach dem aztekischen Mondgott, wohingegen sein Stern nach dem aztekischen Sonnengott Tonatiuh benannt ist.